# Francis Donald Klingender
Francis Donald Klingender (* 1907 in Goslar; † 9. Juli 1955 in Manchester) war ein britischer Soziologe und Kunsthistoriker. Klingender galt als Marxist und früher Vertreter der Kunstsoziologie im englischen Sprachraum.

## Leben und Werk
Francis Klingenders Vater, Louis Henry Weston Klingender, war ein aus Liverpool gebürtiger Tiermaler, der ab 1881 in Düsseldorf bei dem Tier- und Jagdmaler Carl Friedrich Deiker seinen Beruf erlernt und dort bis Anfang der 1890er Jahre ausgeübt hatte. Seine Mutter war Florence Hoette († 1944), die Tochter des Düsseldorfer Beigeordneten Theodor Emil Friedrich Hoette (1831–1917) und dessen britischer Ehefrau Emily, geborene Scelton (1835–1917). Nach der Hochzeit im Jahr 1894 zogen die Klingenders nach Kronberg im Taunus, wo der Vater der Kronberger Malerkolonie angehörte. 1902 zogen sie nach Goslar im Harz, wo Francis Klingender 1907 geboren wurde und in Georgenberg aufwuchs. Klingender war Asthmatiker und zeitlebens von schlechter Gesundheit.
Mit Ausbruch des Ersten Weltkriegs wurde sein Vater vorübergehend unter dem Verdacht der Spionage für England interniert und in ein Lager in der Nähe von Berlin verbracht. Francis Klingender besuchte das Goslarer Gymnasium, das er 1925 mit dem Abitur abschloss. Am 28. Mai 1926 zog er nach London.
Im Oktober 1928 folgten ihm seine Eltern nach England. Die inzwischen aus der Mode gekommenen Bilder des Vaters ließen sich auch dort kaum verkaufen, so dass allein der Sohn zum Lebensunterhalt beisteuerte. Er arbeitete tagsüber in einer Werbeagentur und besuchte abends die London School of Economics and Political Science, wo er sich auf Soziologie konzentrierte. Nach seinem Hochschulabschluss 1930 nahm er bis 1932 an dem von Sir Hubert Llewellyn Smith (1864–1945) ins Leben gerufene Sozialforschungsprojekt New Survey of London Life and Labour (NSLLL) teil. Ziel dieser Untersuchung war es herauszuarbeiten, wie sich die Lebensbedingungen der Arbeiterklasse in den vergangenen 40 Jahren verändert hatten, nämlich seit jener Zeit, als Charles Booths Pionierarbeit zu diesem Thema erschienen war.
Im Jahr 1934 schloss Klingender seine Dissertation über die Lebensbedingungen der Londoner Angestellten ab und publizierte 1935 seine Condition of Clerical Labour in Britain. Da Klingenders Ansichten damals im Wissenschaftsbetrieb nicht sehr beliebt waren, fiel es ihm schwer, eine Stelle an einer Universität zu finden. Er gab Privatunterricht und wurde Mitglied im Executive Committee der Artists’ International Association (AIA).
John Grierson beauftragte ihn, den finanziellen Unterbau der britischen Filmindustrie zu prüfen. Sein Buch Money Behind the Screen („Geld hinter der Leinwand“) erschien 1937 und hatte bei der Kritik ein durchwachsenes Echo.
Ab Anfang der 1930er Jahre, wenn nicht früher, war Klingender aktives Mitglied der Kommunistischen Partei Großbritanniens (CPGB). Seines Asthmas wegen wurde er 1939 nicht zum Militärdienst eingezogen. Während des Krieges untersuchte er die Auswirkungen der industriellen Revolution auf die bildende Kunst in England und veröffentlichte dann 1947 Art and the Industrial Revolution („Kunst und die Industrielle Revolution“). Im darauf folgenden Jahr erschien Goya in the Democratic Tradition („Goya in der demokratischen Tradition“), ein Werk, an dem er gleichfalls bereits während des Kriegs gearbeitet hatte.
Ab 1948 kam Klingender als Dozent für Soziologie an der University of Hull unter, wo er sich auf Fragen des britischen Arbeitsrechts konzentrierte. Hier lernte er Winifred Margaret Kaye kennen, die er 1951 heiratete. In den Jahren 1953 und 1954 arbeitet er u. a. zu Ikonographie, Altarbildern und paläolithische Kunst, und er schrieb an seinem Hauptwerk, dessen vollendeter erster Teil Animals in Art and Thought to the End of the Middle Ages („Tiere in Kunst und Denken bis zum Ende des Mittelalters“), posthum von der Ehefrau des Kunsthistorikers Friedrich Antal herausgegeben wurde. Klingender hatte geplant, das Thema bis ins 19. Jahrhundert fortzusetzen, doch nur die frühen Teile waren bei seinem Tod vollendet.
1955 starb Francis Klingender im Alter von erst 47 Jahren an einem Asthmaanfall.
Klingenders Sammlung politischer Karikaturen und satirischer Kunst wurde posthum teilweise vom British Museum aufgekauft.
1968 überarbeitete und redigierte Sir Arthur Elton (1906–1973) Klingenders Art and Industrial Revolution und gab es neu heraus.

## Bibliografie (Auswahl)
- The Black-coated Worker in London, 1934 (Dissertation).
- Condition of Clerical Labour in Britain, 1935.
- Money Behind the Screen, 1937.
- Marxism and Modern Art: An approach to social realism, 1943 (online abrufbar)
- Art and Industrial Revolution, 1947.
- Goya in the democratic tradition, 1948.
  - deutsch Goya und die demokratische Tradition Spaniens.
- Animals in art and thought, 1955.